# Pseudarmadillo carinulatus
Pseudarmadillo carinulatus là một loài chân đều trong họ Delatorreidae. Loài này được Saussure miêu tả khoa học năm 1857.